# 鸭河口火力发电厂
鸭河口火电厂位于河南省南阳市，距市区北40km，与鸭河口水库一岗之隔，东邻焦柳铁路，西依鲁南公路。

## 概述
鸭河口火力发电厂又称为鸭电厂，坐落在河南省南阳市北部，位于南召县、方城县交界处；厂区位于伏牛山南麓，东侧2千米处有焦枝铁路通过，西侧与鸭河口水库相邻；总装机容量190万千瓦，位于1000千伏特高压南阳变电站近区。电厂由南阳鸭河口发电有限责任公司和南阳天益发电有限责任公司两部分组成，是由河南省投资集团有限公司控股的大型发电企业，是华中电网火电与水电的接合部，集“富水、近煤、临网、靠路”的优势于一身。
一期2台350MW燃煤发电机组工程是国家“九五”期间的重点建设项目，利用西班牙政府混合贷款，并由西班牙提供主要设备，总投资51.92亿元，由河南豫能控股股份有限公司、国电投集团河南电力有限公司、南阳市永升投资有限公司分别按照55% : 30% : 15%的比例出资建设；项目于1994年12月15日正式开工建设，两台机组分别于1998年11月和1999年6月投产发电。
南阳天益发电有限责任公司拥有鸭河口电厂二期工程2台600MW超临界燃煤发电机组，是河南投资集团有限公司全资子公司，属河南省“十一五”重点建设工程，总投资36.5亿元。2006年3月26日开工建设，两台机组分别于2007年12月和2008年4月完成了168小时试运行并投产发电。二期工程被评为“河南省最具影响力精品工程”，并荣获“国家优质工程奖”。
2022年，鸭电厂实施2号水氢氢机组增加调相功能改造，改造后2号机组可根据系统运行需要灵活选择发电机模式（容量35万千瓦）或调相机模式（容量30万千乏）并网运行。上海成套院牵头组织中国电科院、河南电力设计院、河南电科院、上海电气发电机厂等单位，对机组进行系统分析和技术论证，于2022年1月19日顺利通过专家评审。2022年4月27日，由河南工程公司承担施工总包的鸭电厂2号机组调相机改造示范工程正式开工。2022年6月29日15时37分33秒，鸭电厂2号机组完成改造并首次以调相机模式并网运行，标志着机组兼具发电机和调相机双重属性，进入实际生产运营阶段，也标志着国内首台火电机组增加调相机功能改造示范工程成功落地。2022年7月6日，鸭电厂2号机组调相机改造示范工程顺利完成168小时并网试运行，实现全面完工。本工程完成后将充分发挥电网“稳压器”作用，显著改善河南省网负荷中心暂态稳定性变差和南阳、平顶山地区低电压突出问题。
目前，鸭河口电厂实行两块牌子、一套班子、统一管理，年发电量120亿千瓦时。

## 主要设备
鸭电厂目前共有4台发电机组，总装机容量1900MW。南阳鸭河口发电有限责任公司、南阳天益发电有限责任公司分别拥有鸭河口电厂一期2台350MW和二期2台600MW燃煤发电机组。
350MW亚临界燃煤机组采用法国STEIN技术，西班牙B&W公司生产的W型火焰锅炉，汽轮机为瑞士ABB公司亚临界中间再热三缸两排汽冷凝反动式机组，发电机为水氢氢型，控制系统为ABB公司Procontrol P系统。这两台设计和制造年限较早，设计理念是带基本负荷，与后期同容量的中国国产机组相比，能耗明显偏高，特别是在低负荷情况下煤耗更高（在50%负荷情况下设计煤耗高达349.6克/千瓦时），2015年机组平均负荷率不足60%，深度调峰、机组备用成为常态，长期低负荷运行，造成机组经济性差，运行成本较高。2022年2号机组增加调相功能改造由上海成套院承担工程设计、调试和试验工作，并负责DCS系统、厂用电系统、同期/AVC/PMU/计量及变送器屏等二次控制系统的利旧升级改造。改造后可以充分利用关停或退役机组的剩余价值，是对应急电源机组和退役火电机组转型发展的极具价值的探索；并且与新建调相机相比，火电机组增加调相功能改造费用较低，更具成本优势。
600MW燃煤机组采用东方锅炉厂设计制造的国产超临界滑压运行直流锅炉，单炉膛、一次再热、平衡通风、露天布置、固态排渣、全钢构架、全悬吊结构π型锅炉。汽轮机为东方汽轮机厂引进日立技术生产制造的超临界、一次中间再热、冲动式、单轴、三缸四排汽、双背压、凝汽式汽轮机，发电机为东方电机股份有限公司引进日本日立公司技术，并合作生产的三相同步汽轮发电机，采用静态励磁，水氢氢冷却方式。

## 生产工艺及原材料
南阳鸭河口电厂为燃煤电厂，电厂用煤以铁路运输为主，燃料煤经输煤系统和破碎系统将煤破碎送至锅炉燃烧产生高温高压蒸汽，高温高压蒸汽推动汽轮机带动发电机，发电机发出的电经升压后并入电网，最终实现原煤的化学能转换为电能的能量转换过程。鸭河口发电有限责任公司两台机组主要生产工艺为原煤经筛分、破碎及去除杂物输送系统进入原煤仓，然后经制粉系统，煤粉进入锅炉燃烧后产生高温高压蒸汽，进入汽轮机带动发电机做工，产生电能。燃烧后的高温烟气，依次经高温过热器、高温省煤器、低温省煤器、空预器等降温，经高效静电除尘器、引风机后，再经脱硫增压风机进入脱硫系统处理，最终达标后烟气由210米烟囱高空排放。

## 发展方向
鸭河口电厂处于电源支撑点，且与富水少煤的湖北电网搭界，承担着一定的水火调剂任务；借助煤炭交易电商平台和蒙华铁路的开通，可实现煤炭资源的优化配置；利用区域优势建设新能源光伏和风力发电项目。